# Rainer Atzbach
Rainer Atzbach (* 24. Februar 1967 in Wetzlar) ist ein deutscher Mittelalter- und Neuzeitarchäologe sowie Associate Professor an der Universität Aarhus.

## Leben und Wirken
Rainer Atzbach wurde bereits 1982 im hessischen Regionalwettbewerb von Jugend forscht für seine Arbeit über die Entdeckung und Erforschung eines mittelalterlichen Hofes [bei der Reichsburg Kalsmunt in Wetzlar] ausgezeichnet. Als Stipendiat der Studienstiftung des Deutschen Volkes studierte er an der Justus-Liebig-Universität Gießen, in Basel und an der Universität Bamberg Mittelalter- und Neuzeitarchäologie, Geschichte und Denkmalpflege. 2004 wurde er mit seiner Arbeit über Leder und Pelz am Ende des Mittelalters und zu Beginn der Neuzeit promoviert.
Im Rahmen seiner wissenschaftlichen Tätigkeit publiziert Rainer Atzbach neben der Burgenforschung und Kostümkunde vor allem zur Hausforschung und Keramik.
Atzbachs bisherige berufliche Stationen waren von 1995 bis 2003 der Lehrstuhl für Archäologie des Mittelalters und der Neuzeit, Bamberg (Forschungsprojekt Stadtarchäologie Seligenstadt und DFG-Projekt Mühlberg-Ensemble), von 2003 bis 2004 das neu gegründete Sachgebiet Mittelalter- und Neuzeitarchäologie des Landesamtes für Denkmalpflege Hessen. Anschließend bereitete er die hessische Landesausstellung  Elisabeth in Marburg. Der Dienst am Kranken (2007) vor, in die von ihm geleitete archäologische Abteilung flossen die Ergebnisse seiner Auswertung der Grabungen an der Elisabethkirche in Marburg ein.
2008 wechselte er an das Deutsche Historische Museum in Berlin, hier kuratierte er gemeinsam mit Sven Lüken unter der Gesamtleitung von Hans Ottomeyer die Ausstellung Burg und Herrschaft (2010).
Als Lehrbeauftragter für Mittelalter- und Neuzeitarchäologie unterrichtete Atzbach von 1995 bis 2008 an den Universitäten Bamberg, Marburg und Gießen. Am 1. Januar 2011 folgte er dem Ruf an die Aarhus University, Dänemark. Hier lehrte er zunächst als Assistant Professor (entsprechend etwa einem Juniorprofessor), seit dem 1. Januar 2014 als ordentlicher Associate Professor Mittelalter- und Renaissancearchäologie.

## Fachmitgliedschaften
Rainer Atzbach wurde 2007 in die Historische Kommission für Hessen berufen, er ist Mitglied des Vereins für Hessische Geschichte und Landeskunde, dessen Hauptvorstand er bis 2008 angehörte, sowie der Deutschen Gesellschaft für Archäologie des Mittelalters und der Neuzeit, des Arbeitskreises für Hausforschung, der Wartburg-Gesellschaft zur Erforschung der europäischen Burgen und Schlösser und des dänischen Burgforscherforums „Magt, Borg og Landskab“. Darüber hinaus ist er Gründungsmitglied und Angehöriger des Wissenschaftsrats der deutschsprachigen Mittelalterakademie, einem interdisziplinären Fachportal für die Alltagskultur des Mittelalters. 2019 berief das Europäische Romanikzentrum Atzbach in seinen Internationalen Beirat.

## Politische Karriere
Atzbach ist seit 1986 Mitglied der FDP und gründete die hessische Parteizeitschrift Journal liberal (heutiger Titel YouLi). Während seiner Zeit als stellvertretender Vorsitzender des Ortsverbandes Marburg kandidierte er 2008 als Direktkandidat im Wahlkreis Marburg-Biedenkopf II für den Hessischen Landtag. 2008 bis 2010 war er stellvertretender Ortsvorsitzender in Berlin-Wedding.

## Publikationen
- Burgenherrschaft ohne Mythos. E-Book für kindle und iBook, Frankfurt am Main 2011, ISBN 978-3-943183-00-9 (Kindle) und ISBN 978-3-943183-01-6 (E-Book).
- (Herausgeber mit Sven Lüken und Hans Ottomeyer) Burg und Herrschaft. (Ausstellungskat. Deutsches Historisches Museum, Berlin, 25. Juni – 24. Oktober 2010), Berlin und Dresden 2010, ISBN 978-3-940319-97-5 und ISBN 978-3-86102-162-9.
- Marburgs heiligster Ort. Ausgrabungen 1970/71 am Standort der Hospitalgründung der heiligen Elisabeth (mit Beiträgen von Katrin Atzbach, Matthias Bischof, Cathrin Hähn, Alissa Theiß und Felicitas Weiß). (= Marburger Stadtschriften zur Geschichte und Kultur, Bd. 88). Marburg 2007, ISBN 978-3-923820-88-7.
- (mit Thorsten Albrecht) Elisabeth von Thüringen. Leben und Wirkung in Kunst und Kulturgeschichte. Petersberg 2006; 2.–4. erw. Aufl. 2007, ISBN 978-3-86568-123-2.
- (mit Gerhard Aumüller u. a.) Elisabeth in Marburg. Der Dienst am Kranken. Katalog zur Ausstellung des Universitätsmuseums für Kunst und Kulturgeschichte Marburg im Auftrag des Landes Hessen, Selbstverlag Universitätsmuseum, Marburg 2007.
- (Herausgeber mit Ingolf Ericsson) Depotfunde aus Gebäuden in Zentraleuropa. Concealed Finds from Buildings in Central Europe. (= Bamberger Kolloquien zur Archäologie des Mittelalters und der Neuzeit, 1; = Archäologische Quellen zum Mittelalter, 2), Berlin 2005.
- Leder und Pelz am Ende des Mittelalters und zu Beginn der Neuzeit. Die Funde aus den Gebäudehohlräumen des Mühlberg-Ensembles in Kempten (Allgäu). (= Bamberger Schriften zur Archäologie des Mittelalters und der Neuzeit, 2; = Mühlbergforschungen, 1), Bonn 2005, ISBN 3-7749-3311-1.
- Die mittelalterlichen Funde und Befunde der Ausgrabung Hannover-Bohlendamm. Magisterarbeit Universität Bamberg. Maschinenschr. (1994).  Aktualisierte Online-Version (20. Januar 2002).